# 大眼擬海糯鰻
大眼擬海糯鰻（学名：Parabathymyrus macrophthalmus），又名大眼擬海蠕鰻，为糯鰻科擬海蠕鰻屬下的一个种。